# Spirobolus decoratus
Spirobolus decoratus är en mångfotingart som beskrevs av Karsch 1881. Spirobolus decoratus ingår i släktet Spirobolus och familjen Spirobolidae. Inga underarter finns listade i Catalogue of Life.